# Kungälv-Ytterby församling
Kungälv-Ytterby församling är en församling i Göta Älvdalens kontrakt i Göteborgs stift. Församlingen ligger i Kungälvs kommun i Västra Götalands län och utgör ett eget pastorat.

## Administrativ historik
Församlingen bildades 2015 genom sammanläggning av Kungälvs församling och Ytterby församling och utgör sedan dess ett eget pastorat.

## Kyrkobyggnader
- Kungälvs kyrka
- Kastalakyrkan
- Munkegärdekyrkan
- Ytterby kyrka
- Ytterby gamla kyrka

### Fotnoter
1. 1 2  Medlemmar i Svenska kyrkan i förhållande till folkmängd den 31.12.2019 per församling, kommun och län samt riket, Svenska kyrkan, läs online.[källa från Wikidata]
2. ↑  ”Församlingar”. Statistiska centralbyrån. https://www.scb.se/hitta-statistik/regional-statistik-och-kartor/regionala-indelningar/forsamlingar/. Läst 30 december 2022.